# Макс Рокатански
Макс Рокатански (енгл. Max Rockatansky) је измишљени лик из филмског серијала Побеснели Макс. У серијалу филмова тумачио га је Мел Гибсон и Том Харди у четвртом филму који се појавио у биоскопима 14. маја 2015. године.

## Побеснели Макс
У дистопијској Аустралији у будућности, након што су нафтне резерве на Земљи исрцпљене, друштво се распада. Преживели су успели да организују живот, а разне банде харају. Полиција је немоћна. Макс Рокатански је млади полицајац и ради у патроли која се бори за мир на путевима. Кад изгуби партнера, одлучује да се повуче и живи породични живот. У једном од својих разорних похода моторизована банда убија му жену и дете. Његов једини циљ постаје да ухвати убице.

## Друмски ратник
Лутајући пустињом Макс Рокатински трага за горивом, па се због тога сукобљава са разним бандама. После рањавања долази у базу где се људи организовано бране од злог вође банде Хумунгуса који по сваку цену жели да заузме базу. Међутим није се могло одбранити од константних напада бандита па се тражио излаз из тешке ситуације. Макс се понудио да вози камион цистерну са горивом којом би покушали да одврате пажњу бандита док се људи из базе не извуку на сигурно.

## Максова возила
Најупечатљивије возило је Максов црни интерцептор — Ford XB Falcon Hardtop лимитиране серије из 1973. године са V-8 мотором, ваздушним компресором и многим другим модификацијама. . Возило ноћног јахача је Holden Monaro купе из 1972. године.
Реплике возила интерцептор